# The Scuttlers
The Scuttlers é um filme mudo norte-americano de 1920, do gênero drama, produzido e distribuído pela Fox Film Corporation e dirigido por J. Gordon Edwards. William Farnum e Jackie Saunders estrelam esta aventura. É agora um filme perdido.

## Elenco
- William Farnum – Jim Landers
- Jackie Saunders – Laura Machen
- Herschel Mayall – Capitão Machen
- G. Raymond Nye – Erickson
- Arthur Millett – Linda Quist
- Harry Spingler – George Pitts
- Manuel R. Ojeda – Raymond Caldara
- Earl Crain – Don Enrico Ruiz (creditado como Erle Crane)
- Kewpie Morgan – O cozinheiro
- Claire de Lorez – Senorita Juanita Bonneller
- Al Fremont – Rosen